# Thinopteryx stenoleuca
Thinopteryx stenoleuca är en fjärilsart som beskrevs av Louis Beethoven Prout 1928. Thinopteryx stenoleuca ingår i släktet Thinopteryx och familjen mätare. Inga underarter finns listade i Catalogue of Life.